# Olympische Winterspiele 1994/Eiskunstlauf
Bei den XVII. Olympischen Winterspielen 1994 in Lillehammer fanden vier Wettbewerbe im Eiskunstlauf statt. Austragungsort war das OL-Amfi in Hamar.

## Bilanz

### Medaillenspiegel
| Platz | Land                   | Gold | Silber | Bronze | Gesamt |
| ----- | ---------------------- | ---- | ------ | ------ | ------ |
| 1     | Russland               | 3    | 2      | –      | 5      |
| 2     | Ukraine                | 1    | –      | –      | 1      |
| 3     | Kanada                 | –    | 1      | 1      | 2      |
| 4     | Vereinigte Staaten     | –    | 1      | –      | 1      |
| 5     | Frankreich             | –    | –      | 1      | 1      |
| 5     | Vereinigtes Königreich | –    | –      | 1      | 1      |
| 5     | Volksrepublik China    | –    | –      | 1      | 1      |

### Medaillengewinner
| Konkurrenz | Gold                                  | Silber                                  | Bronze                           |
| ---------- | ------------------------------------- | --------------------------------------- | -------------------------------- |
| Herren     | Alexei Urmanow                        | Elvis Stojko                            | Philippe Candeloro               |
| Damen      | Oksana Bajul                          | Nancy Kerrigan                          | Chen Lu                          |
| Paare      | Jekaterina Gordejewa / Sergei Grinkow | Natalja Mischkutjonok / Artur Dmitrijew | Isabelle Brasseur / Lloyd Eisler |
| Eistanz    | Oxana Grischtschuk / Jewgeni Platow   | Maja Ussowa / Alexander Schulin         | Jayne Torvill / Christopher Dean |

## Ergebnisse
- Bew. = Bewertung
- K = Kür
- KP = Kurzprogramm
- OT = Originaltanz
- PT = Pflichttanz

### Herren
| Platz              | Land | Sportler             | KP | K  | Bew. |
| ------------------ | ---- | -------------------- | -- | -- | ---- |
| 1                  | RUS  | Alexei Urmanow       | 01 | 01 | 01,5 |
| 2                  | CAN  | Elvis Stojko         | 02 | 02 | 03,0 |
| 3                  | FRA  | Philippe Candeloro   | 03 | 05 | 06,5 |
| 4                  | UKR  | Wiktor Petrenko      | 09 | 04 | 08,5 |
| 5                  | CAN  | Kurt Browning        | 12 | 03 | 09,0 |
| 6                  | USA  | Brian Boitano        | 08 | 06 | 10,0 |
| 7                  | FRA  | Éric Millot          | 06 | 07 | 10,0 |
| 8                  | USA  | Scott Davis          | 04 | 10 | 12,0 |
| 9                  | GBR  | Steven Cousins       | 07 | 09 | 12,5 |
| 10                 | CAN  | Sébastien Britten    | 10 | 10 | 15,0 |
| 11                 | RUS  | Oleg Tataurow        | 05 | 13 | 15,5 |
| 12                 | JPN  | Masakazu Kagiyama    | 11 | 11 | 16,5 |
| 13                 | DEN  | Michael Tyllesen     | 13 | 12 | 18,5 |
| 14                 | ROM  | Cornel Gheorghe      | 16 | 14 | 22,0 |
| 15                 | RUS  | Igor Paschkewitsch   | 14 | 15 | 22,0 |
| 16                 | ISR  | Michael Shmerkin     | 15 | 17 | 24,5 |
| 17                 | KOR  | Jung Sung-il         | 18 | 16 | 25,0 |
| 18                 | AUS  | Stephen Carr         | 20 | 18 | 28,0 |
| 19                 | ROM  | Marius Negrea        | 19 | 19 | 28,5 |
| 20                 | CHN  | Zhang Min            | 16 | 21 | 29,0 |
| 21                 | LAT  | Andrejs Vlascenko    | 21 | 20 | 30,5 |
| 22                 | JPN  | Fumihiro Oikawa      | 21 | 22 | 32,5 |
| 23                 | BLR  | Aljaksandr Muraschka | 16 | 21 | 29,0 |
| 24                 | RSA  | Dino Quattrocecere   | 23 | 24 | 35,5 |
| Kür nicht erreicht |      |                      |    |    |      |
| 25                 | EST  | Margus Hernits       | 25 | —  | —    |

Datum: 17. und 19. Februar 1994

### Damen
| Platz              | Land | Sportlerin           | KP | K  | Bew. |
| ------------------ | ---- | -------------------- | -- | -- | ---- |
| 1                  | UKR  | Oksana Bajul         | 02 | 01 | 02,0 |
| 2                  | USA  | Nancy Kerrigan       | 01 | 02 | 02,5 |
| 3                  | CHN  | Chen Lu              | 04 | 03 | 05,0 |
| 4                  | FRA  | Surya Bonaly         | 03 | 04 | 05,5 |
| 5                  | JPN  | Yuka Satō            | 07 | 05 | 08,5 |
| 6                  | GER  | Tanja Szewczenko     | 05 | 06 | 08,5 |
| 7                  | GER  | Katarina Witt        | 06 | 08 | 11,0 |
| 8                  | USA  | Tonya Harding        | 10 | 07 | 12,0 |
| 9                  | CAN  | Josée Chouinard      | 08 | 09 | 13,0 |
| 10                 | POL  | Anna Rechnio         | 09 | 12 | 16,5 |
| 11                 | HUN  | Krisztina Czakó      | 12 | 11 | 17,0 |
| 12                 | FIN  | Mila Kajas           | 16 | 10 | 18,0 |
| 13                 | CZE  | Lenka Kulovaná       | 11 | 14 | 19,5 |
| 14                 | FRA  | Marie-Pierre Leray   | 14 | 13 | 20,0 |
| 15                 | GBR  | Charlene Von Saher   | 13 | 16 | 22,5 |
| 16                 | SUI  | Nathalie Krieg       | 15 | 17 | 24,5 |
| 17                 | FRA  | Laetitia Hubert      | 20 | 15 | 25,0 |
| 18                 | JPN  | Rena Inoue           | 19 | 18 | 27,0 |
| 19                 | UKR  | Olena Ljaschenko     | 17 | 19 | 27,5 |
| 20                 | ESP  | Marta Andrade        | 21 | 21 | 31,5 |
| 21                 | KOR  | Lily Lyoonjung Lee   | 24 | 20 | 32,0 |
| 22                 | UKR  | Liudmila Ivanova     | 19 | 23 | 32,5 |
| 23                 | CHN  | Liu Ying             | 23 | 22 | 33,5 |
| 24                 | BUL  | Zwetelina Abraschewa | 22 | 24 | 35,0 |
| Kür nicht erreicht |      |                      |    |    |      |
| 25                 | CHN  | Zhao Guona           | 25 | —  | —    |
| 26                 | CAN  | Susan Humphreys      | 26 | —  | —    |
| 27                 | CZE  | Irena Zemanová       | 27 | —  | —    |

Datum: 23. und 25. Februar 1994

### Paare
| Platz | Land | Paar                                    | KP | K       | Bew.    |
| ----- | ---- | --------------------------------------- | -- | ------- | ------- |
| 1     | RUS  | Jekaterina Gordejewa / Sergei Grinkow   | 01 | 01      | 01,5    |
| 2     | RUS  | Natalja Mischkutjonok / Artur Dmitrijew | 02 | 02      | 03,0    |
| 3     | CAN  | Isabelle Brasseur / Lloyd Eisler        | 03 | 03      | 04,5    |
| 4     | RUS  | Jewgenija Schischkowa / Wadim Naumow    | 04 | 04      | 06,0    |
| 5     | USA  | Jenni Meno / Todd Sand                  | 06 | 05      | 08,0    |
| 6     | CZE  | Radka Kovaříková / René Novotný         | 05 | 06      | 08,5    |
| 7     | GER  | Peggy Schwarz / Alexander König         | 07 | 08      | 11,5    |
| 8     | LAT  | Jelena Bereschnaja / Oleg Schljachow    | 09 | 09      | 13,5    |
| 9     | USA  | Kyoko Ina / Jason Dungjen               | 15 | 07      | 14,5    |
| 10    | CAN  | Kristy Sargeant / Kris Wirtz            | 11 | 10      | 15,5    |
| 11    | AUS  | Danielle Carr / Stephen Carr            | 10 | 11      | 16,5    |
| 12    | CAN  | Jamie Salé / Jason Turner               | 14 | 12      | 19,0    |
| 13    | GER  | Anuschka Gläser / Axel Rauschenbach     | 12 | 13      | 19,0    |
| 14    | USA  | Karen Courtland / Todd Reynolds         | 13 | 14      | 20,5    |
| 15    | GBR  | Jacqueline Soames / John Jenkins        | 16 | 15      | 23,0    |
| 16    | UKR  | Olena Biloussiwska / Igor Malyar        | 18 | 17      | 24,5    |
| 17    | BLR  | Elena Grigoryeva / Sergei Cheyko        | 18 | 17      | 26,0    |
|       | GER  | Mandy Wötzel / Ingo Steuer              | 08 | Rückzug | Rückzug |

Datum: 13. und 15. Februar 1994

### Eistanz
| Platz | Land | Paar                                      | PT1 | PT2 | OT | K  | Bew. |
| ----- | ---- | ----------------------------------------- | --- | --- | -- | -- | ---- |
| 1     | RUS  | Oxana Grischtschuk / Jewgeni Platow       | 02  | 01  | 03 | 01 | 03,4 |
| 2     | RUS  | Maja Ussowa / Alexander Schulin           | 01  | 02  | 02 | 02 | 03,8 |
| 3     | GBR  | Jayne Torvill / Christopher Dean          | 03  | 03  | 01 | 03 | 04,8 |
| 4     | FIN  | Susanna Rahkamo / Petri Kokko             | 04  | 04  | 04 | 04 | 08,0 |
| 5     | FRA  | Sophie Moniotte / Pascal Lavanchy         | 05  | 05  | 05 | 05 | 10,0 |
| 6     | RUS  | Anschelika Krylowa / Wladimir Fjodorow    | 06  | 06  | 06 | 06 | 12,0 |
| 7     | UKR  | Irina Romanova / Ihor Jaroschenko         | 07  | 07  | 07 | 07 | 14,0 |
| 8     | CZE  | Kateřina Mrázová / Martin Šimeček         | 08  | 08  | 08 | 08 | 16,0 |
| 9     | GER  | Jennifer Goolsbee / Hendryk Schamberger   | 09  | 09  | 09 | 09 | 18,0 |
| 10    | CAN  | Shae-Lynn Bourne / Victor Kraatz          | 10  | 10  | 10 | 10 | 20,0 |
| 11    | BLR  | Tatjana Nawka / Samwel Gesaljan           | 11  | 11  | 11 | 11 | 22,0 |
| 12    | LTU  | Margarita Drobiazko / Povilas Vanagas     | 13  | 13  | 12 | 12 | 24,4 |
| 13    | UZB  | Aliki Stergjadu / Juris Razgulaevs        | 12  | 12  | 12 | 13 | 25,0 |
| 14    | FRA  | Bérangère Nau / Luc Moneger               | 15  | 15  | 15 | 14 | 29,0 |
| 15    | USA  | Elizabeth Punsalan / Jerod Swallow        | 14  | 14  | 14 | 15 | 29,0 |
| 16    | CZE  | Radmilla Chrobokova / Milan Brzy          | 16  | 16  | 16 | 16 | 32,0 |
| 17    | POL  | Agnieszka Domańska / Marcin Głowacki      | 18  | 18  | 18 | 17 | 35,0 |
| 18    | KAZ  | Elisaveta Stekolnikova / Dmitri Kazarliga | 18  | 18  | 18 | 17 | 35,0 |
| 19    | UKR  | Svetlana Chernikova / Oleksandr Sosnenko  | 19  | 19  | 19 | 19 | 38,0 |
| 20    | HUN  | Enikő Berkes / Szilárd Tóth               | 20  | 20  | 20 | 20 | 40,0 |
| 21    | UZB  | Dinara Nurdbaeva / Muslim Settarov        | 21  | 21  | 21 | 21 | 42,0 |

Datum: 18. bis 21. Februar 1994